# 향산군
향산군(香山郡)은 조선민주주의인민공화국 자강도의 남부에 위치하는 군이다. 명승지인 묘향산의 기슭에 위치한다.

## 지리
묘향산의 산지가 군의 동부에 펼쳐진다. 주봉우리는 비로봉(1,909m)이다.
군의 동부의 분지를 청천강이 가로지르고 있고, 행정중심지인 향산읍도 여기에 소재한다. 서쪽으로 운산군, 남쪽으로 구장군, 동북쪽으로 자강도와 인접한다.

## 역사
현재의 향산군은, 1952년에 녕변군의 북신현면·태평면·남송면 일부를 분리해 편성한 것이다.
묘향산 일대는, 고려시대에는 보현사를 시작으로 해 많은 사원이 지어져 한국의 불교의 중심지의 하나였다. 묘향산의 봉우리나 계류의 이름에도 불교의 영향을 볼 수 있다. 또 조선왕조실록을 보관하는 사고의 하나가 놓여졌던 적이 있었다. 1984년부터 1985년까지 군 중심지 일대가 묘향산구로 일시적으로 독립하였다.
북한의 체제하에서 김일성의 별저나 국제친선전람관이 건설되어 관광지로서 정비되었다. 1995년에는 평양과의 사이에 평양희천고속도로가 건설되었다.
2023년 2월, 평안북도 향산군이 자강도로 편입되었다.

## 산업
이 지역은 서비스 산업이 발달되어 있다. 1차 산업으로 밭농사를 짓는데, 그 이유는 산지가 많아서이다. 주요 경작물은 옥수수, 쌀, 콩이다. 또한 과수업과 낙농업을 하며 사과, 배가 생산한다. 양잠업도 하고 있다. 서비스 산업인 제조업은 주로 묘향산을 다녀오는 관광객들을 위해 기념품들이 생산한다.

## 교통

### 도로
- 평양향산관광도로

### 철도
- 만포선

## 행정 구역
1읍 20리로 구성된다.
- 향산읍 (香山邑)
- 가좌리 (加佐里)
- 관하리 (舘下里)
- 구두리 (龜頭里)
- 로현리 (蘆峴里)
- 룡성리 (龍城里)
- 림흥리 (林興里)
- 립석리 (立石里)
- 북신현리 (北新峴里)
- 상로리 (上蘆里)
- 상서리 (上西里)
- 석창리 (石倉里)
- 수양리 (水陽里)
- 신화리 (新化里)
- 운봉리 (雲峯里)
- 조산리 (造山里)
- 천수리 (天水里)
- 청송리 (靑松里)
- 태평리 (泰平里)
- 하서리 (下西里)
- 향암리 (香巖里)

## 같이 보기
- 조선민주주의인민공화국의 지리
- 조선민주주의인민공화국의 행정 구역